# توريمانزانس/لا توري دي لاس ماتشانس
بلدية توريمانزانس/لا توري دي لاس ماتشانس (بالإسبانية: La Torre de les Maçanes)‏, هي بلدية تقع في مقاطعة اليكانتي. جنوب شرق إسبانيا. يبلغ عدد سكانها 733 نسمة.